# Isla Hermelo
La isla Hermelo (según Argentina) o isla Delta (según Chile) es una isla de 1 kilómetro de largo, que se encuentra cerca del sureste de la Isla 1.º de Mayo (o Lambda) y al este de la isla Huidobro (o Alpha), en el archipiélago Melchior, archipiélago Palmer, en la Antártida.

## Historia y toponimia
Personal de Investigaciones Discovery, que cartografió la isla en 1927, le colocó el nombre de delta, la cuarta letra del alfabeto griego.
En la toponimia antártica argentina, debe su nombre al teniente Ricardo Hermelo de la Armada Argentina, segundo comandante de la expedición de rescate a la Tercera Expedición Antártica Francesa en 1905. La isla fue inspeccionada por expediciones argentinas en 1942, 1943 y 1948.

## Reclamaciones territoriales
Argentina incluye a la isla en el departamento Antártida Argentina dentro de la provincia de Tierra del Fuego, Antártida e Islas del Atlántico Sur; para Chile integra la comuna Antártica de la provincia Antártica Chilena dentro de la Región de Magallanes y de la Antártica Chilena; y para el Reino Unido integra el Territorio Antártico Británico. Las tres reclamaciones están sujetas a las disposiciones y restricciones de soberanía del Tratado Antártico.
Nomenclatura de los países reclamantes: 
- Argentina: isla Hermelo[5][6]
- Chile: isla Delta[7]
- Reino Unido: Delta Island[3]